# Sous-Neptune
Un(e) sous-Neptune est une planète dont le rayon est plus petit que Neptune (même si sa masse est supérieure), la limite adoptée pour distinguer les sous-Neptune des Neptune froids ou chauds étant de trois rayons terrestres (3 R⊕). Le terme de sous-Neptune est parfois employé pour désigner une planète de masse plus petite que Neptune (même si sa taille est supérieure).
La création de cette classe de planètes, ainsi que le choix de cette limite de taille, est due à l'observation que les planètes semblables à Neptune sont considérablement plus rares celles de taille inférieure à la limite choisie, bien qu'elles ne soient que légèrement plus grandes,. Une explication possible est que l'accumulation de gaz, lors de la formation d'une planète, se traduit par une faible augmentation du rayon tant que l'océan magmatique n'est pas saturé. Les planètes capables de dépasser le stade de saturation seraient beaucoup plus rares que les autres parce qu'elles nécessiteraient une très grande accumulation de gaz.

## Exemples
L'étoile HD 110067 est entourée de six exoplanètes de type sous-Neptune, avec des rayons allant de 1,94 à 2,85 R⊕ et des densités du même ordre que celles des géantes gazeuses du Système solaire, dont les orbites sont en résonance. Deux d'entre elles ont été découvertes en 2020, et les quatre autres en 2023,,.